# Majdany Wielkie (stacja kolejowa)
Majdany Wielkie – zlikwidowana w 1945 roku stacja kolejowa w Majdanach Wielkich na linii kolejowej Miłomłyn – Myślice, w województwie warmińsko-mazurskim.